# Хајнрих Ленц
Хајнрих Фридрих Емил Ленц (Тарту, 12. фебруар 1804. — Рим, 10. фебруар 1865) био је балтички немачки физичар најпознатији по Ленцовом закону, којег је формулисао 1833. године.
Ленц је рођен у граду Тарту (Естонска губернија), који је тада био део Руске Империје.
Пошто је завршио средње образовање 1820. године, Ленц је студирао хемију и физику на Универзитету у Тартуу. Путовао је са Отом фон Коцебуом у свом трећем путу око света од 1823. до 1826. године. На тој експедицији, Ленц је проучавао климатске услове и физички састав морске воде.
Након пута, Ленц је почео да ради на Универзитету у Санкт Петербургу, где је касније постао Декан за математику и физику од 1840. до 1863. године. Почео је да проучава електромагнетизам 1831. године. Поред закона који је назван у његову част, Ленц је такође независно открио Џулов закон 1842. године; у част његовом труду у вези са тим проблемом руски физичари увек користе назив „Џул-Ленцов закон“.
Ленц је умро у Риму након што је доживео шлог.